# Christoph Breuer (Radsportler)
Christoph Breuer (* 10. Juni 1983 in Hürth) ist ein ehemaliger deutscher Radrennfahrer.
Christoph Breuer, Sohn des ehemaligen Steher-Weltmeisters Jean Breuer, fuhr Rennen auf der Bahn, der Straße und Querfeldein.
In seiner Spezialdisziplin Steherrennen belegte Breuer 2007, 2008 und 2012  jeweils den vierten Platz bei der Deutschen Meisterschaft sowie 2011 den dritten Platz. Bei der Europameisterschaft 2011 in Nürnberg belegte er den vierten Platz.